# 荆州号导弹护卫舰
“荆州”号导弹护卫舰（舷号532）简称“荆州”舰，是中国人民解放军海军第二十一艘054A型导弹护卫舰，可以单独或者协同海军其他兵力攻击敌水面舰艇及潜艇，具有较强的远程警戒和防空作战能力。荆州舰由沪东造船厂于2013年7月开工建造，2014年10月1日命名，2015年1月22日下水，2016年1月5日入列，服役于东海舰队驱逐舰第三支队。荆州舰舰名取自湖北省荆州市，其入列命名授旗仪式于2016年1月5日在浙江省舟山市某军港举行。
2017年6月，荆州号导弹护卫舰和长春号导弹驱逐舰同伊朗一艘驱逐舰在霍尔木兹海峡举行军演。

## 人员编制

### 历任领导
舰长
1. 吴仲戈 [5]